# Segle II aC
El segle II aC està dins del període hel·lenístic i comprèn els anys inclosos entre el 200 aC i el 101 aC. És una època en què es consoliden dues superpotències: Roma a Occident i la Xina a Orient, sense que els altres pobles puguin fer-los front i, per tant, són progressivament destruïts o assimilats. Les dues civilitzacions dominarien el panorama mundial durant segles, malgrat l'emergència de nous rivals.

## Política
Roma destrueix de manera definitiva Cartago (amb les campanyes de Publi Corneli Escipió Emilià Africà Menor) i consolida el seu domini al nord d'Àfrica i la Mediterrània. Aleshores s'expandeix cap a l'est, pels antics territoris macedonis, entre ells Pèrgam, gràcies a un exèrcit cada cop més poderós (i que encara es professionalitzaria més en el futur gràcies a les reformes de Mari de finals de segle). Sotmet totalment Grècia, immersa en contínues batalles territorials pel domini d'una ciutat o altra sobre la resta. Augmenta la divisió provincial dels seus territoris (per exemple, Hispània es divideix en dues parts), alhora que la corrupció en el seu govern. La Guerra címbria insinua la futura amenaça germànica en posar setge a les principals ciutats italianes. Viriat frena la seva expansió occidental.
L'altra gran potència mundial és la Xina, que amb la dinastia Han comença una nova expansió, ocupant gran part del sud-est asiàtic. L'emperador Wu de Han és considerat un dels més rellevants de tots els temps per la historiografia xinesa, ja que a banda de les conquestes militars, va consolidar la cultura tradicional seguint els ensenyaments de Confuci, que seria la guia de tots els funcionaris reials.
La civilització de Nazca s'instal·la al Perú.

## Economia i societat
Neix la ruta de la Seda entre Europa i Àsia, una de les rutes comercials més importants de la història. Va desenvolupar de manera decisiva totes les ciutats del seu recorregut fins a l'edat mitjana i va apropar d'aquesta manera la desconeguda cultura xinesa a Occident.
Es crea a Roma la basílica, un edifici comercial que servia alhora de banc i de jutjat (posteriorment, seria transformat en un temple religiós). Proliferen les lleis que lliguen la carrera política a la renda, ja que exigeixen una quantitat mínima per ser escollit en els càrrecs públics (en principi, com a mesura de protecció contra suborns, en la pràctica una oligarquia de classe encoberta). Algunes en consoliden el paper subordinat de la dona romana, com la Lex Voconia. Els esclaus, en la seva majoria presoners de guerra, inicien les Guerres servils per intentar alliberar-se, sense èxit.
El búfal s'usa com a animal de tir a l'Àsia central, fet que millora l'agricultura i fa que diversos pobles nòmades de la zona se sedentaritzin per conrear terres fèrtils.

## Invencions i descobriments
Liu An modernitza les tècniques cartogràfiques xineses en el seu Huainanzi, un compendi filosòfic escrit en forma de diàleg en què es debat sobre geografia. Hiparc de Nicea, per la seva banda, va cartografiar el cel, al mateix temps que va millorar les mesures sobre la Lluna i va descobrir la precessió dels equinoccis. L'astrolabi és un dels seus invents més cèlebres.
A Roma es construeix l'aqüeducte més llarg, Aqua Marcia. S'usa per primer cop el morter i s'importa el pergamí com a material de suport a l'escriptura, en ser més resistent i permetre, per tant, el viatge (per exemple d'ordes militars). A Grècia, s'inventa l'anomenat aparell proa-popa, àmpliament usat en navegació.

## Art, cultura i pensament
Judes Macabeu restaura el Gran temple jueu, gesta que es commemora en la festivitat de l'hanukkà o Festa de les Llums. Aquest èxit contrasta amb la literatura religiosa de l'època, fortament apocalíptica, com els primers textos dels Manuscrits de la mar Morta.
Es grava la pedra de Rosetta, actualment al Museu Britànic, que va ser clau per a entendre els jeroglífics egipcis. No s'han desxifrat encara, per contra, els signes de l'alfabet de Mèroe, inventats en aquesta època. En literatura, triomfen les comèdies de Plaute i Terenci i els epigrames d'Antípater de Sidó. En la no-ficció, cal destacar la historiografia de Polibi.
Dins de l'art, destaca l'escultura hel·lenística, amb obres com el frontal de l'altar de Zeus a Pèrgam, la Victòria de Samotràcia o la Venus de Milo, totes amb major dinamisme que les obres de l'art clàssic i una tendència centrífuga, ja que les figures centrals se'n projecten cap a fora. S'escriuen els himnes dèlfics, els primers manuscrits amb notació musical conservats.